# حقل تنغيز
حقل تنغيز ثاني أكبر حقول النفط بالعالم، بعد حقل الغوار السعودية، ويقع بمستنقعات الشاطئ الشمال الشرقي لبحر قزوين في قزقستان.
يبلغ احتياطي النفط به نحو 25 مليار برميل بالإضافة إلى كميات ضخمة من الغاز الطبيعي.
لما كان نفط تنغيز يحتوي على نسبة عالية من الرصاص (حوالي 16%) فقد تراكم بجانبه، منذ بدء الإنتاج، جبل من الرصاص قدره 6 ملايين طن وما زال ينمو.